# Pataudi
Pataudi fou un estat tributari protegit dins el govern del Panjab, avui a Haryana, districte de Gurgaon. La superfície era de 135 km² i la població de 17.847 habitants el 1881, de 21.933 habitants el 1901 i 18.873 el 1931. La capital era Pataudi (ciutat) amb 4.171 habitants el 1901. Hi havia també 40 pobles. El territori era pla i amb poca aigua.

## Història
El governant descendia d'una família de santons afganesos establerts originalment prop de Samana. Un descendent, Talab Faiz Khan, emparentat amb la família Jhajjar per matrimoni, va estar al servei dels marathes i va rebre el feu de Rohtak. Amb la derrota dels marathes el 1803 es va posar al servei de Lord Lake que el 1804 li va concedir el territori de Pataudi a perpetuïtat amb títol de nawab. El 1826 va prendre part al setge de Bharatpur. El seu fill Akbar Ali va restar lleial als britànics durant el motí del 1857.

## Administració i exèrcit
L'administració anava a càrrec d'un nazim que exercia funcions judicials i controlava la recaptació la qual estava en mans d'un tahsildar ajudat per onze subordinats. L'exèrcit de l'estat era un petit nombre d'homes a cavall que servien de guàrdia personal i escorta del nawab, i 33 infants que feien tasques de guàrdia.

## Segells
Va emetre segells fiscals entre 1930 i 1940.

## Banderes
La bandera de l'estat era quadrada i verda amb l'escut brodar al centre en daurat i amb fils vermells. Els tres colors van servir per una nova bandera adoptada el 1940, rectangular amb tres franges, verda damunt, groga al centre i vermell a la part inferior.

## Llista de nawabs
- Faiz Talab Khan 1804 - 1829
- Akbar Ali Khan 1829 - 1862 (fill)
- Mohammad Ali Taki Khan 1862 - 1867 (fill)
- Mohammad Mokhtar Husayn Ali Khan 1867 - 1878 (fill)
- Mohammad Momtaz Husayn Ali Khan 1878 - 1898 (fill)
- Mohammad Mozaffar Ali Khan 1898 - 1913 (germà)
- Mohammad Ibrahim Ali Khan 1913 - 1917 (fill)
- Mohammad Iftikhar Ali Khan 1917 - 1949 (+1952) (fill)